# Черчендар'я
Черчен або Черчендар'я — річка в Сіньцзяні, Китай.
Бере початок з хребта Аркатаг (Пржевальського), після виходу з гір Куньлуня тече по південно-східній околиці пустелі Такла-Макан. Впадає в озеро Карабуранкьоль (під час повені в липні — серпні досягає боліт південний захід від озера Лобнор).
Довжина до озера Карабуранкьоль 725 км. Середня витрата води після виходу з гір близько 20 м³/сек. Зрошує Черченську оазу. У нижній течії більшу частину року переважно безводна.